# Philmarie
 (décembre 2011).
Philmarie (Felipe-Maria Muguerza Bengoechea) est un musicien et producteur belge né à Bruxelles en 1970.

## Biographie
Membre de la Chorale du Collège St-Pierre à Uccle dès l'âge de six ans, il participe à de nombreuses tournées en Europe et Amérique du nord. Adolescent, on le retrouve dans plusieurs créations de l'Opéra National de la Monnaie (La Tosca, Wozzeck) avant d'entamer sa reconversion au rock.
En 1996, Philmarie remporte le premier prix de la Biennale de la chanson française et le prix SABAM du Festival Verdur Rock. La même année, il signe sur le label Crossover.
En 1997, la sortie d'un premier album Ton histoire (Crossover) marque le début de la collaboration avec Phil Delire, réalisateur de Bashung, Noir Désir,... puis, fin 1998, l'album Quand je sors (Crossover) suivi de nombreux concerts en Belgique, France et au Canada.
En 1999, Philmarie coréalise avec Fred Meert un court-métrage atypique qui fera le tour du monde. Tourné en 35 mm dans l'obscurité totale, Bathyscaphesera sélectionné dans de nombreux festivals internationaux.
En 2001, il monte son propre studio d’enregistrement où il compose et mixe ses propres albums, réalise des pubs avant de s’ouvrir à la production d’autres artistes (Baiki, Teme Tan, Jimme O’Neill, Tomomi) et à la composition de musiques de film (SABAM Award 2018 – Best Filmscore).
En 2004, sortie d'Automatique (Omnivore), immédiatement suivi d'une tournée acoustique en Inde où la collaboration d'Alan Ward (violon), Etienne Schréder (dobro) et André Vandomber (guitare) marquera un tournant dans la carrière du chanteur.
Trois ans plus tard, l'album Mondo Novo (Omnivore) développe un univers plus organique et intime avec une production plus axée sur la musique acoustique.
2019, sortie de La Lune du Scorpion, directement inspiré de sa production filmographique.
De 2015 à 2021, il enseigne en Master Studio à l'Institut des Arts de Diffusion(LLN) et à Signal Flow (Liège).
Depuis 2021, il forme et encadre des jeunes producteurs de musique en belgique.

## Discographie
- 1993: Just Good Friends - Some pictures of you (Big Bang!) Réal : Paul Curtiz - Mix : Pierre Gillet
- 1997: Ton Histoire (Crossover) Réal et Mix : Phil Delire
- 1997: Amor (Crossover) - Réal : Philmarie - Mix : Vincent Debast
- 1997: Mon Ange - Les Trams (Crossover) - Réalisation et Mix : Phil Delire
- 1999: Quand je sors (Crossover/Omnivore) Réal : Bruno Linck et Manu Casals  - Mix : Filip Heurckmans
- 1998: Tout résonne (Crossover/Omnivore) - Réal : Bruno Linck - Mix : Filip Heurkmans
- 2004: Automatique (Omnivore) - Réalisation : Philmarie - Mix : Manu Casals
- 2007: Mondo Novo (Petit Tonnerre) - Réal et Mix : Philmarie
- 2009: Film Music 06-09 (WBM-Compilation)
- 2019: La Lune du Scorpion (Petit Tonnerre) - Réal et Mix : Philmarie

## Filmographie
- 1992: Abracadabra (Fiction/78'/35mm) de Harry Cleven. Sessions sous la direction de Brian James (The Damned)
- 1999: Bathyscaphe (CM/7'/35mm) Coréalisation avec Fred Meert. Comédien.
- 2000: Lisa[6] (CM/21'/Super16) de Dan Cooreman. Compo, Réal et Mix de la BO. Comédien.
- 2001: Cent ans du cinéma belge (Doc/2x52'/DV) de Dan Cooreman. Compo, Réal et Mix de la BO.
- 2002: Trop Jeune (CM/20'/Super16) de Géraldine Doignon. Compo, Réal et Mix de la BO.
- 2002: Dimitrio (CM/15'/DV) Coréalisation avec Judith Spronck et Dimitri Merchie.
- 2003: Comme un lundi (CM/9'/DV) de Hugues Hausmann. Compo, Réal et Mix de la BO.
- 2006: Comme personne (CM/26'/35mm) de Géraldine Doignon. Compo, Réal et Mix de la BO.
- 2008: Anton T (Fiction/75'/DV) de Jean-Denis Claessens. Compo, Réal et Mix de la BO.
- 2009: Tremblements lointains[7] (Fiction/105'/35mm) de Manu Poutte. Compo, Réal et Mix de la BO.
- 2009: Welcome to Paradise (Doc/52'/DV) de Manu Poutte. Compo, Réal et Mix de la BO.
- 2009: Maraude (Doc/52'/DV) de Manu Poutte. Compo, Réal et Mix de la BO.
- 2010: Fous de foot (Doc Série/10x7'/DV) de Manuel Poutte. Compo, Réal et Mix de la BO.
- 2011: De leur vivant[8] (Fiction/87'/HD) de Géraldine Doignon. Compo, Réal et Mix de la BO.
- 2011: Himself He Cooks (Doc/64'/HD) de Valérie Berteau et Philippe Witjes. Montage son avec Magali Schuermans.
- 2012: Le Syndrome du cornichon[9] (CM/22'/HD) de Géraldine Doignon.Compo, Réal et Mix de la BO.
- 2012: Les Acharnés[10] (Doc/61'/HD) de Manuel Poutte. Compo, Réal et Mix de la BO.
- 2015: Expédition Amérique du sud (Doc/3x52'/HD) de Loïc et Geoffroy de La Tullaye. Compo, Réal et Mix de la BO.
- 2016: Un homme à la mer[11] (Fiction/92'/HD) de Géraldine Doignon. Compo, Réal et Mix de la BO.
- 2017: Sonar (Fiction/105'/HD) de Jean-Philippe Martin. Compo, Réal et Mix de la BO.
- 2018: The Window Upstairs (Doc/17'/HD) de Soroush Helali. Arrangements, Mixage.
- 2018: Avenue Louise (Fiction/29'/HD) de Thierry Dory. Composition, réalisation et mixage du titre "Shooting Star"
- 2019: C'est Léthé (CM/HD) de Serge Nagels. Compo, Réal et Mix de la BO.
- 2021: Au nom de ma mère (CM/HD) de Serge Nagels. Compe, Réal et Mix de la BO.

## Réalisations
- 2004: Öm (LP) - Mixage
- 2004: Mary M - Radio BxlKapital (LP) - Réal, Rec et Mix
- 2006: Solid'Art Festival - Compilation (LP) - Mastering
- 2006: Öm - Studio Rouge (LP) - CoRéal, Rec et Mix
- 2007: Bernod - Pari Tenu (LP) - Réal, Rec et Mix
- 2007: Philmarie - Mondo Novo (LP) - Réal, Rec et Mix
- 2007: Vincent Venet - Darling (LP) - Direction Vocale
- 2008: Les Caricoles - Badmash (LP) Rec et Mix
- 2008: D-Off - Still Water (Single) - Réal, Rec et Mix
- 2008: Benco - L'ami Pierrot (EP) - Réal, Rec et Mix
- 2008: MCM Country Band (LP) - Mastering
- 2009: Benco - 1bis (EP) - Réal, Rec et Mix
- 2008: Racagnac - Poulet Farci (Single) - Réal, Rec et Mix
- 2009: Moïse - Ma bulle (Single) - Réal, Rec et Mix
- 2009: Shake - D'hier et d'aujourd'hui (LP) - Réal, Rec et Mix
- 2009: San Remo - Toreador (Single) - Mixage
- 2010: The straps - No Highway to Hamawe (LP) - Mixage
- 2010: Le bar ferme à deux heures (LP) - Réal, Rec et Mix
- 2010: Tomomi - Tokai (LP) - Réal, Rec et Mix
- 2011: Joystix - Pense aux cailloux (Single) - Réal, Rec et Mix
- 2011: Benco - Ma Libido (LP) - Réal, Rec et Mix
- 2011: Shake - Fort et Magique (LP) - Réal, Rec et Mix
- 2012: Tram Experience (LP) - Compo, Réal, Rec et Mix
- 2012: Mr Timoté (Comédie musicale) CoRéal, Rec et Mix
- 2012: Blobfish - My sister is a disco star (EP) - Réal, Rec et Mix
- 2013: Jimme O'Neill - Worksongs (Sessions) - Réal, Rec et Mix
- 2013: Baiki - Globalienation (LP) - Réal, Rec et Mix
- 2013: Maindream - Believe (EP) - Réal, Rec et Mix
- 2013: The Employee of the year - That Train (Remix) - Mix et Master
- 2013: Adrien Deume - Le fil (EP). Réalisation - Mixage
- 2014: Michaël Devilliers - L'arborescence (EP) - Réal, Rec et Mix
- 2014: Minata - Mon bel amant (LP) - Réal, Rec et Mix
- 2016: Stephano Cintji - Maelbeek (Single) - Réal, Rec et Mix
- 2018: Anne May - Life Hurts (Single) - Réal, Rec et Mix
- 2019: Baiki - Help (Single) - Réal, Rec et Mix
- 2019: Philmarie - America First (Remix feat.Murray Head). Réalisation - Mixage
- 2020: Juyo - Skygod/3T (Single) - Réal, Rec et Mix
- 2021: Baiki - Hotel Echo Lima Papa (Single) - Réal, Rec et Mix
- 2022: Tomomi - Shobenkozo (Single) - Réal, Rec et Mix
- 2022: Piwi Leman- Le Chant des Possibles (Album) - Réal, Rec et Mix
- 2023: Teme Tan - Quand il est seul (Took It Wrong/Le Million/Douleur ) - Réal et Recs
- 2023: Tomomi - Taht El Yasmina Felil/Lili Twil (Singles) - Réal, Rec et Mix
- 2023: Noss:otros - Sous Vide (Single) - Réal, Rec et Mix